# Chiesa della Madonna Addolorata (Campagnano)
La chiesa della Madonna Addolorata, nota anche come santuario della Moscia, è una chiesa sita in località Campagnano nel comune di Maccagno con Pino e Veddasca, in provincia di Varese.

## Storia
La chiesa odierna probabilmente fu edificata sul sito in cui in passato esisteva una semplice cappella aperta la cui origine sarebbe legata a un lacerto di affresco col tempo ricollocato alle spalle dell'altare maggiore e raffigurante Gesù Cristo sul sepolcro. Questo affresco deriva dalla Pietà di Cannobio, una pergamena intorno alla quale si compì un evento miracoloso nel 1522, che diede origine alla costruzione del santuario della Santissima Pietà a Cannobio e alla diffusione capillare per le valli circostanti dell'immagine sacra. Quella presente nella chiesa di Campagnano risalirebbe dunque a qualche tempo dopo il 1522 e documenta il legame che esisteva tra la Val Veddasca, dove si trova Campagnano, e la riva opposta del lago.
Nel 1683 il cardinale Federico Visconti non citava la chiesa della Madonna Addolorata tra le chiese presenti a Campagnano durante la sua visita pastorale, probabilmente perché all'epoca doveva essere ancora poco più di una cappella. In quell'epoca furono infatti donati i due cancelli di chiusura verso la strada, che furono successivamente trasformati e riutilizzati come cancelletto tra le balaustre dell'alare della nuova chiesa.
I lavori più importanti per questa chiesa risalgono al 1707-1708, voluti per la creazione di una vera e propria chiesa al posto della cappella. Nel 1707 fu serrato un presbiterio con due balaustre in marmo; successivamente su giustapposta un'aula per i fedeli chiusa dalla facciata. La nuova abside avrebbe ospitato tre affreschi rappresentanti San Giovanni in Conca strappati da una vecchia cappella poco distante; due sarebbero stati murati nella sezione nord-est del coro (e sono oggi andati persi), mentre il terzo era posto sopra la sacrestia, ma fu coperto per via dell'addossamento di una casa nel corso nel XVIII secolo. Il 27 maggio 1708 l'intagliatore Francesco Zanone consegnò al parroco don Domenico Baroggi la pala d'altare intagliata con i simboli della Passione, dipinta e dorata, che gli fu commissionata l'anno precedente. Fu posizionata a decorazione della nuova immagine della Madonna dei sette dolori affrescata in quegli anni o poco prima su un muro rimasto al centro del presbiterio, probabile retaggio della cappella preesistente.
Nel 1717 il parroco fece costruire un romitaggio, che dal 1733 ospitò, per circa venticinque anni, un padre domenicano coadiutore del clero locale di Campagnano e della valle. Nel 1866 questa casa fu svincolata dai beni parrocchiali e adibita nel 1906 ad asilo infantile.
Tra il 1820 e il 1830 il parroco Giuseppe Del Frate fece apportare alcune modifiche alla chiesa, che da qualche tempo era caduta in abbandono: la campagna di lavori si concentrò sulla facciata ed è probabile che risalga a questo momento la Madonna dipinta nell'ovale posto sopra l'ingresso della chiesa, così come alcune iscrizioni descritte nel 1925 dal parroco don Celestino Del Torchio e oggi evanescenti. Ulteriori modifiche vennero apportate nel 1847 sotto la direzione dell'ingegner Carlo Giuseppe Branca di Bartolomeo Margaritella: fu ingaggiato l'imbiancatore Giuseppe Sovera che si occupò gratuitamente di alcuni restauri degli interni.
Nel 1908 don Celestino Del Torchio ingaggiò il pittore milanese Angelo Cantù, all'epoca villeggiante in Val Veddasca, per realizzare sette scene affrescate sulle pareti interne in occasione del duecentesimo anniversario del rinnovamento dell'altare. I nuovi riquadri, cinque dei quali raffiguranti i Dolori della Vergine, uno la Pia regina Teodolinda e l'ultimo San Carlo, furono ultimati nel 1910. Altre decorazioni furono affidate a Pietro Fantoni.

## Architettura
La chiesa è circondata da una spianata a circa 500 m s.l.m. circondata da un muro di cinta e chiusa a nord dalla strada che da Campagnano conduce a Garabiolo. L'edificio presenta un'unica aula rettangolare scandita in due campate da lesene laterali e terminante nel presbiterio da un lato e nella facciata a capanna dall'altro, dove si trova un portale in pietra a volute contrapposte sormontato da una finestra cruciforme posta al di sopra di una cornice orizzontale che corre per tutta la lunghezza della facciata.
La copertura è a doppia falda con orditura in legno che sorregge il manto di tegole marsigliesi. Sopra il festigio triangolare della facciata, posto più in alto rispetto al tetto, corre una copertura in piode. Al di sotto della copertura, la navata è coperta da una volta a botte unghiata interrotta da un arco in corrispondenza delle lesene laterali. Anche il presbiterio è coperto da una volta a botte.
All'interno si trova l'affresco raffigurante la Madonna dei sette dolori (o delle sette spade), che veniva invocata, insieme a San Rocco, in occasione delle pestilenze o per invocare pioggia o bel tempo: è particolare il modo in cui è raffigurata la Madonna, con la fronte coperta da rughe premature e lacrime. Tra gli altri affreschi presenti, opera di Angelo Cantù, si trova in particolare una Deposizione, copia di quella realizzata da Antonio Ciseri a Locarno. Alle spalle dell'altare è conservato l'affresco cinquecentesco raffigurante una riproduzione della Pietà di Cannobio. 
L'altare maggiore, risalente al 1708, è in legno, ma fu depredato durante un furto compiuto nel 2000 e oggi risulta incompleto.